# Cuarț fumuriu
Cuarțul fumuriu sau morion este o varietate de cuarț de culoare cenușie, brună până la negru, translucidă, care variază în claritate de la transparență aproape completă la un cristal aproape opac de culoare gri maroniu sau negru (această varietate complet incoloră poate fi găsită în marmura de Carrara). Varietățile mai intens colorate pot manifesta un pleocroism care poate dispărea dacă mineralul este încălzit la o temperatură cuprinsă între 300 și 400 ℃.
La fel ca alte pietre prețioase de cuarț, este un cristal de dioxid de siliciu. Culoarea fumurie rezultă din siliciu liber format din dioxidul de siliciu prin iradiere naturală cu raze gama sau raze X și uneori prezența urmelor de aluminiu încorporate în structura sa cristalină.

## Origine
Cuarțul are aceeași geneză ca cristalul de rocă. Odată format ca un cristal de rocă, acesta este iradiat de radioactivitate naturală, care îi conferă culoarea cenușie.
În mod artificial se poate obține prin iradierea cristalului de rocă cu raze gama sau raze X. Recunoașterea cuarțului afumat artificial necesită ochiul vigilent al unui expert în mineralogie. O modalitate de a recunoaște cu ușurință exemplarele artificiale este de a-l zgâria cu o unghie: cuarțul afumat natural, la fel ca toate celelalte cuarțuri și toate pietrele semiprețioase, nu se zgârie, ceea ce nu se întâmplă cu cuarțul artificial din cauza faptului că tratamentul artificial deteriorează structura cristalină.
Cuarțul este cel mai abundent mineral în scoarța terestră, deci poate fi găsit aproape pretutindeni. Zăcămintele principale de acest mineral sunt aflate în Brazilia, Uruguay, Canada, SUA (Arkansas, Montana), Mexic, diverse locații africane (multe exemplare frumoase se găsesc în Madagascar), India, Germania și Rusia.

## Varietăți
Morionul este o varietate opacă, foarte maronie până la negru. Morionul este sinonimul german, danez, spaniol și polonez pentru cuarț fumuriu. Numele provine dintr-o citire greșită a mormorionului în Pliniu cel Bătrân.
Cairngorm este o varietate de cuarț fumuriu găsit în Munții Cairngorm din Scoția. De obicei are o culoare galben-maroniu, deși unele exemplare sunt maronii-cenușii. Este folosit în bijuteriile scoțiene și ca decor pentru pini de kilt și mânere de sgianan-dubha (anglicizat: sgian-dubhs sau skean dhu).

## Utilizări
Cuartul fumuriu este comun și nu a fost important din punct de vedere istoric, dar în ultima vreme a devenit o piatră prețioasă populară, în special pentru bijuterii.
Ochelarii de soare, sub formă de geamuri plate de cuarț fumuriu, au fost folosite în China din secolul al XII-lea.
Este o piatră prețioasă de valoare modestă (este evaluată la kilograme și nu la carate), dar se folosesc pietre cu nuanțe nu prea întunecate.

## Galerie

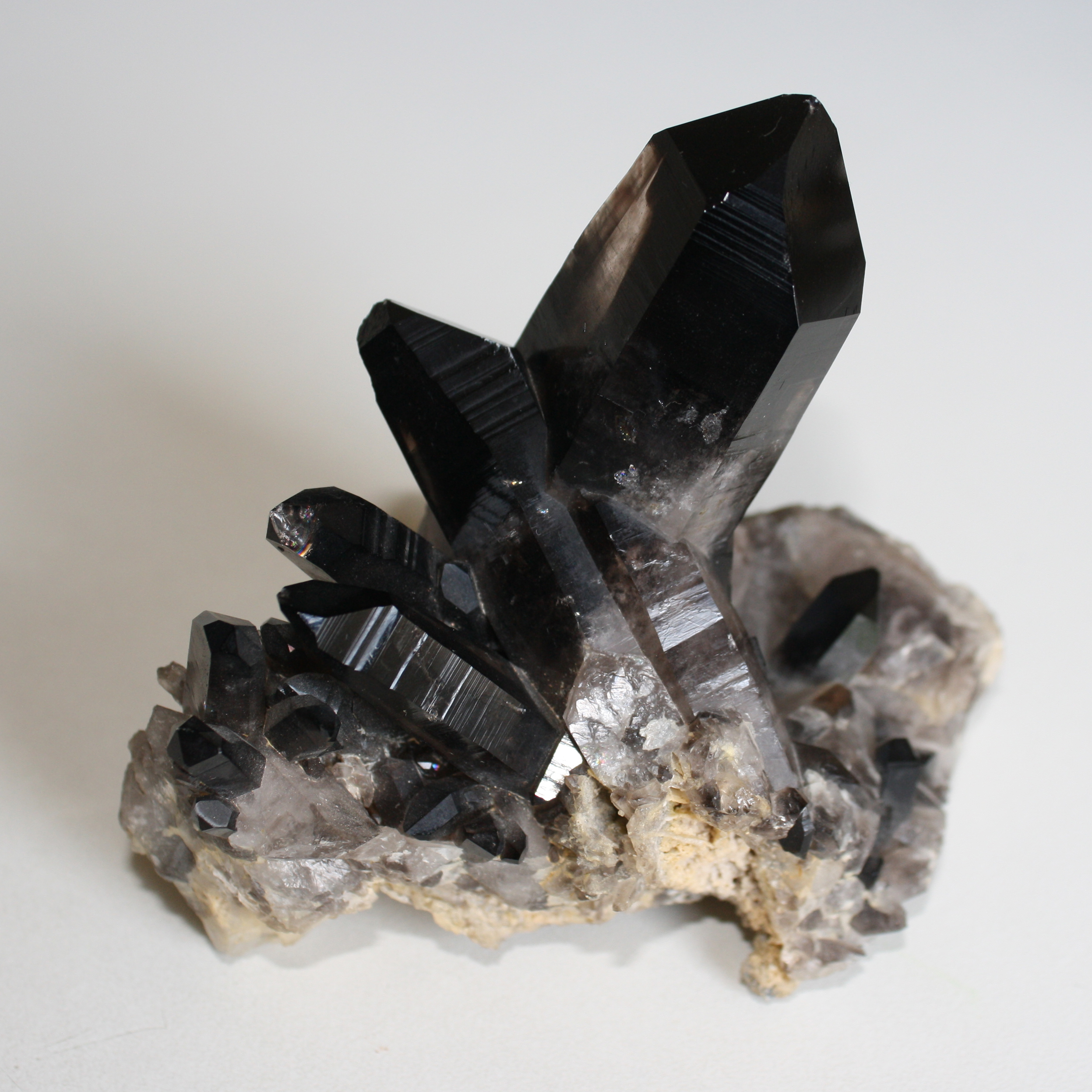
Varietatea Morion
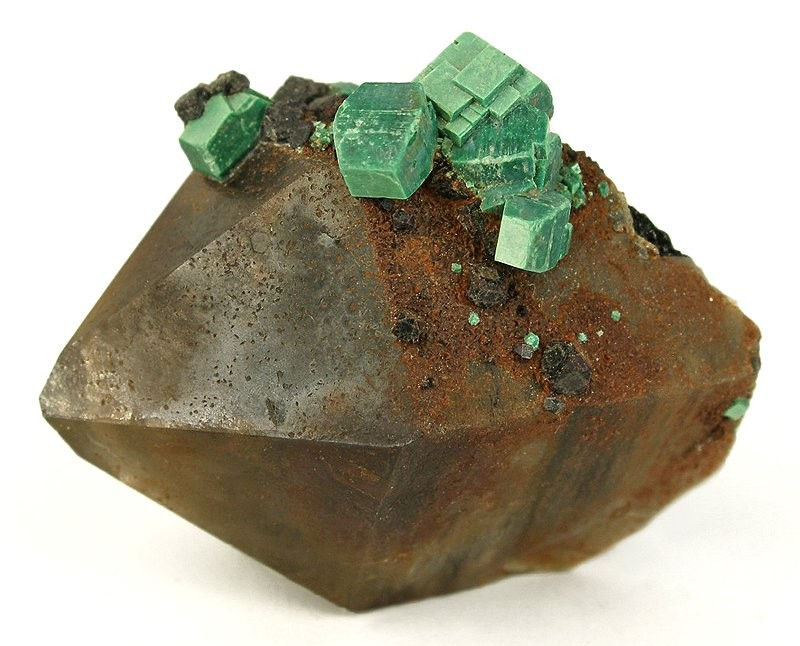
Cristale de metazeunerită cocoțate pe un cristal de cuarț fumuriu complet
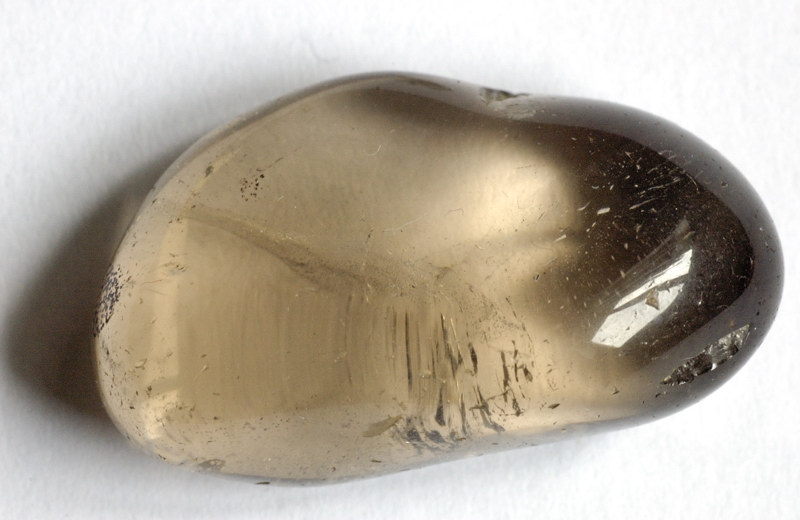
Cuarț fumuriu levigat găsit într-un pârâu
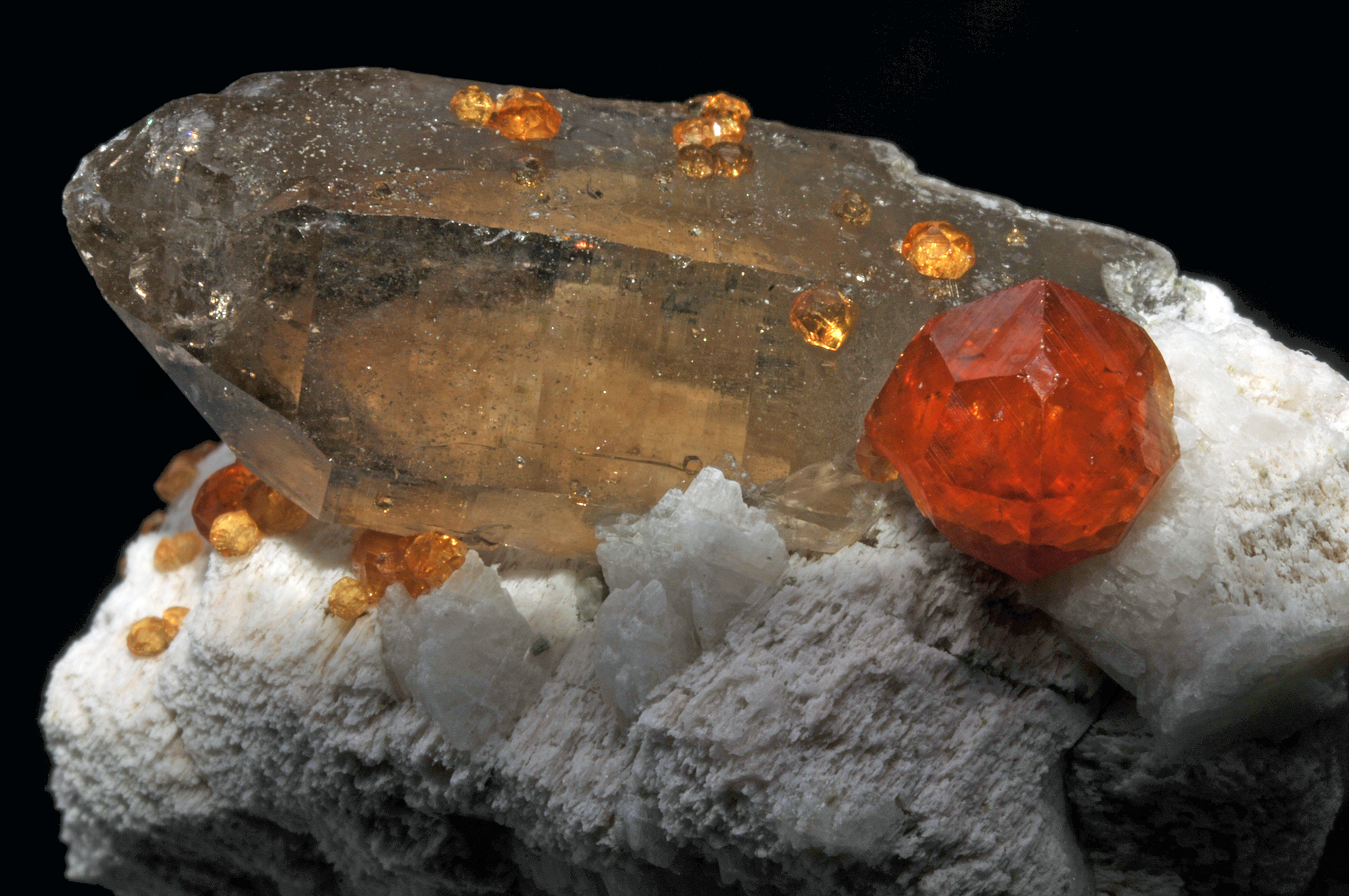
Cuarț fumuriu, de la Mina Wushan Spessartine, provincia Fujian, China
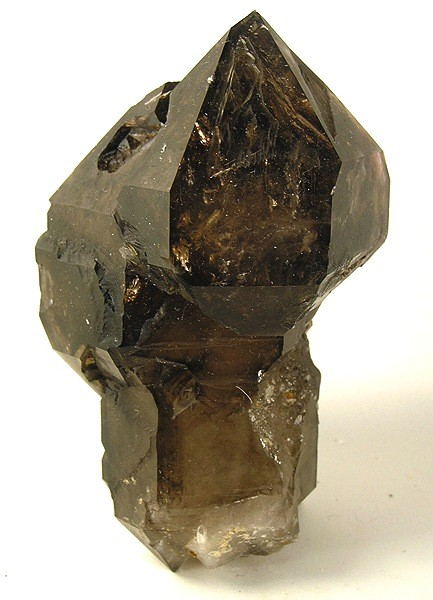
Un exemplar mare de cuarț fumuriu însceptrat din Nevada.
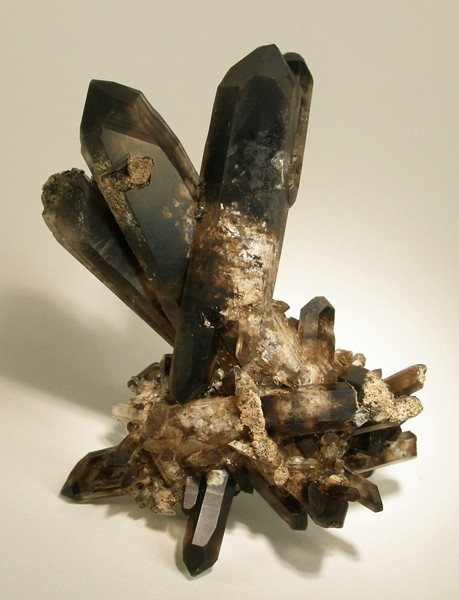
Un grup cu două fețe de cristale de cuarț fumuriu, sticloase și lucioase, din descoperirile recente din Namaqualand, Africa de Sud. Cel mai lung cristal este 8,1 cm.
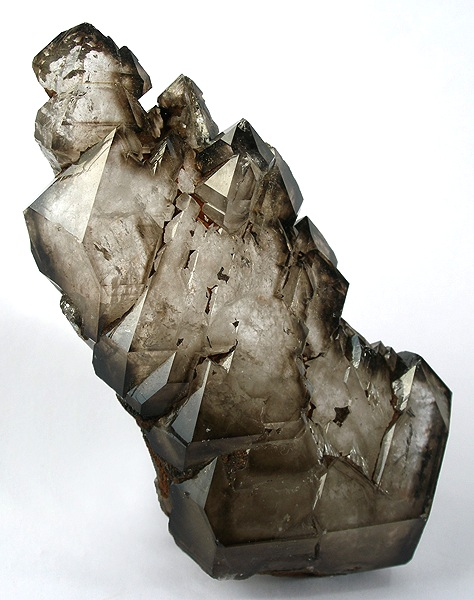
Exemplar al așa-numit cuarț aligator.
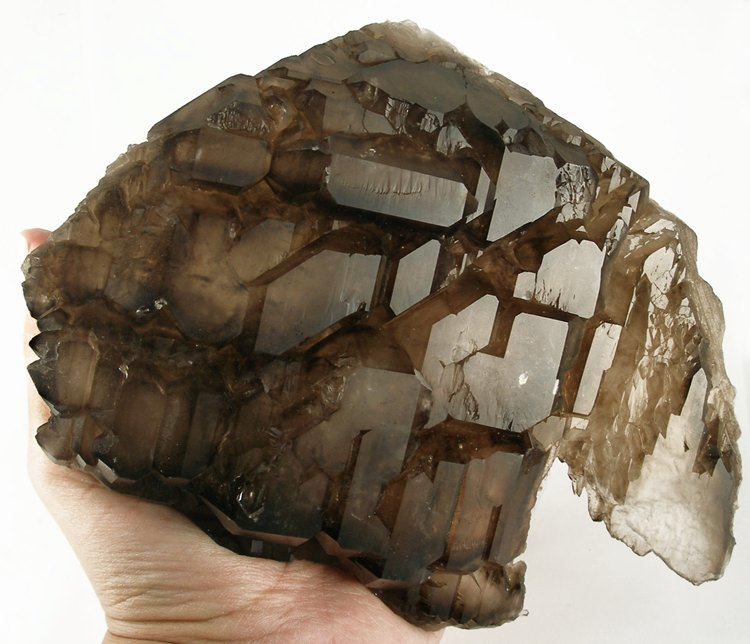
Un exemplar „mare” dintr-o nouă descoperire din Minas Gerais, Brazilia.